# Адриен II Тьерселен
Адриен Тьерселен, сеньор де Бросс и де Саркюс  (фр. Adrien Tiercelin; ум. 1593, Музон) — французский государственный деятель.

## Биография
Сын Адриена Тьерселена, сеньора де Бросса, и Жанны де Гурле, дамы де Саркюс.
Сеньор де Фремонтье, Савёз, Валенн, Мопертюи, Лё, Бовуар и Сюзанвиль, штатный дворянин Палаты короля, член Тайного совета, капитан пятидесяти тяжеловооруженных всадников.
Генеральный наместник Шампани, губернатор Музона, Дуллана, Реймса и Бомон-ан-Аргона.
Участвовал в обороне Меца в 1552 году, был палатным дворянином при Генрихе II, Франциске II и Карле IX в 1557—1563 годах. В 1560-м вместе с Франсуа д’Айи, видамом Шартрским, был отправлен заложником в Англию; по возвращении в 1562 году получил задание сопроводить Марию Стюарт в Шотландию.
Служил знаменосцем в роте жандармов коннетабля Монморанси, отличился храбростью в битвах при Дрё, Сен-Дени и Монконтуре. 8 февраля 1565 в Тулузе был пожалован Карлом IX в рыцари ордена Святого Михаила. 15 января 1575 получил от Генриха III пенсион в 2000 ливров, а в июне 1577 король пожаловал ему триста ливров в награду за службу.
Участвовал в осаде Ла-Фера в 1580 году. 31 декабря 1585 был пожалован в рыцари орденов короля. Был депутатом от дворянства Пикардии на Штатах в Блуа в 1588-м, примкнул к Католической лиге вместе с тремя сыновьями, которых потерял на гражданской войне меньше чем за год. Умер в Музоне и был погребен в церкви Богоматери.

## Семья
Жена: Барб Руо, старшая дочь Тибо Руо, сеньора де Риу, губернатора Эдена, и Жанны, дамы де Савёз
Дети
- Анн (ум. 1589), сеньор де Бросс. Умер в замке Саркюс от раны, полученной в стычке под Булонью, где командовал сотней шеволежеров. Жена (1586): Жаклин д’О, дочь Шарля II д’О, сеньора де Френа, и Маргерит-Мадлен де Лопиталь
- Шарль (1563—1589), сеньор де Савёз. Сторонник Лиги, умер в Божанси от ранения в бедро, полученного в бою под Бонвалем. Жена : Маргерит д'Оданфор, дочь Жана д'Оданфора, сеньора де Гранвилье, и Маргерит, дамы де Рьенкур
- Антуан (ум. ранее 1590), аббат Фонтен-ле-Бланша и Аржантёя
- Никола (ум. 1589), сеньор де Кайвиль, убит в бою под Бонвалем
- Анн. Муж: Франсуа де Бига, маркиз де Лалонд
- Габриель. Муж: Жан де Сенмон, сеньор д’Орж в Пикардии